# Footlights
Cambridge University Footlights Dramatic Club, vanligtvis kallad endast Footlights, är en klubb för amatörteater grundad 1883 och som drivs av studenterna vid Cambridgeuniversitetet.
Klubbens ryktbarhet grundlades under 1960-talet då den blev ett drivhus för komedi och satir. Klubbens medlemmar hade etablerat en tradition att uppträda vid den årliga Edinburgh Festival Fringe och de utgjorde häften av den mycket populära revyn Beyond the Fringe som turnerade i Storbritannien och USA 1960. Revyn av år 1963 följde i Beyond the Fringes fortspår och turnerade i Nya Zeeland och USA, där de framträdde på Broadway och Ed Sullivan Show och fick en stort uppslagen recension i Time. Under det följande årtiondet skulle medlemmar från Footlights dominera brittisk komedi. Dominansen befästes på nytt i början av 1980-talet. Många av klubbens medlemmar har gått vidare och vunnit Oscars och andra prestigefulla utmärkelser.

## Tidigare medlemmar (urval)
- Douglas Adams
- Clive Anderson
- James Bachman
- Morwenna Banks
- Simon Bird
- Graham Chapman
- John Cleese
- Olivia Colman
- David Frost
- Stephen Fry
- Graeme Garden
- Germaine Greer
- Eric Idle
- Hugh Laurie
- Jonathan Lynn
- David Mitchell
- Bill Oddie
- Griff Rhys Jones
- Emma Thompson
- Sandi Toksvig
- Robert Webb